# Novedi
Novedi war ein belgischer Comicverlag aus Brüssel. 
Novedi war auf frankobelgische Comics spezialisiert und bestand von 1981 bis 1990. Der Verlag bediente den belgischen Markt und veröffentlichte in französischer und niederländischer Sprache.

## Comicserien (Auswahl)
- Buck Danny
- Dan Cooper
- Pharaon
- Jeremiah
- Leutnant Blueberry
- Die Jugend von Blueberry
- Michel Vaillant
- Der rote Korsar
- Tony Stark
- Mick Tanguy
- Rahan
- Yalek